# Автомагистрала А4 (Италия)
Автомагистрала А4 на Република Италия (на италиански: Autostrada A4 или Serenissima) е транспортен коридор, който свързва Торино със Систияна. Пътят преминава през градовете Милано, Монца и Бергамо, и е най-важният за цяла Северна Италия. В немалка част, магистралата, отблизо, следва естествения път на река По, като при добро време може да се наблюдават високите Италиански Алпи. Изграждането на автомагистралата започва през 1927 година, като първият участък е открит на 25 октомври 1932 г. Serenissima е дълга 517 км и преминава през регионите Пиемонт, Ломбардия, Венето и Фриули-Венеция Джулия.